# スペースバグ
『スペースバグ』は、W.BABAとピクスによる日韓合作のテレビアニメ作品。2018年7月8日から2019年1月6日までTOKYO MXにて放送された。
未来の宇宙を舞台とするオリジナルフルCGアニメーションであり、宇宙ステーションに取り残された昆虫の故郷・地球への冒険の様子を描く作品となる。

## 登場キャラクター
ミッジ
声 - 小川夏実
ハカセ
声 - 丸山智行
マルボ
声 - 佐野康之
ゲロッパ
声 - 藤原貴弘
イトー
声 - 落合弘治
カトー
声 - 田中英樹
エレン
声 - ブリドカットセーラ恵美
ワン
声 - 堀越富三郎

## 主題歌

### オープニングテーマ
「THE JOURNEY HOME」（第1話 - 第13話）
作曲・編曲  - H ZETT M / 作詞 - 藤林聖子、ウォルピスカーター / 歌 - ウォルピスカーター（Subcul-rise Record）
「Tiny Dreamer」（第14話 - 第26話）
作曲・編曲 - 岸田（岸田教団&THE明星ロケッツ） / 作詞・歌 - 東城陽奏（AQUA ARIS）

### エンディングテーマ
「星の数だけ ありがとう」（第1話 - 第13話）
作曲・作詞・編曲 - Washiyama Kazuki / 歌 - 上月せれな
「マイクロコスモス」（第14話 - 第26話）
作詞・作曲・編曲 - SWEEP（アルテメイト） / 歌 - Wi-Fi-5

## スタッフ

### メインスタッフ
- 原作 - トムス・エンタテインメント、P.I.C.S.
- エグゼクティブプロデューサー - 竹崎忠、LEE HONGJU、UM MARTIN
- 脚本 - 中尾浩之[4]
- 脚色／映像編集 - YOON YOOBYUNG[5]
- 監督 - 中尾浩之、YOON YOOBYUNG[4]
- 絵コンテ - 木下麦、野毛秀之
- 演出 - 中尾浩之、YOON YOOBYUNG
- キャラクターデザイン - グリヒル[4][6]
- 音楽 - 戸田信子[4]、陣内一真[4]
- ビデオ編集／音響制作 - スタジオ・エコー
- 音響効果 - 佐藤秀国
- サウンドミキサー - 日比野祥規
- 録音制作 - 村井亨子、森川奈実
- フォーマット編集 - 清水直美
- タイトルデザイン - 本多伸二
- オープニング＆エンディングアニメーション - 島猛
- 宣伝プロデューサー - 神戸麻紀
- 宣伝協力 - Drop.→DROP.、.MP
- 制作担当 - JACK KIM、SUH CHANGBUN、TOBY RYU
- 制作管理 - 比嘉り子、青山裕理、磯上森、重宗卓、長瀬布弓、松本菜摘、黄仁福、LEE DAEHWA、KIM JONGHYUN、LEE JIYOUNG
- スペースバグ　プロジェクト - 西村政行、下川智宏、金芝秀、榎本香菜、川嶋洋樹
- プロデューサー - 野田晴雄、野村哲史、平賀大介、ハンサングン
- アニメーション制作 - W.BABA[4]、P.I.C.S.[4]
- 企画 - トムス・エンタテインメント[4]
- 企画協力 - トムス・ジーニーズ
- 製作 - SPC[4]、トムス・エンタテインメント[4]、STUDIO W.BABA[4][7]
- 著作権表示 - © W.BABA & TMS

### 各話スタッフ
- アートディレクター - KIM JEONGHOON
- デザイナー - JEONG SEUNGJUN、KIM SEMIN、KIM HYUNWU
- リードモデラー - JANG YONGHWAN
- モデラー - JANG YONGHOON、JANG SEOYUN、KIM JINA、AN JIHOON、NOH YOUNKYUNG、HONG SEONGEUN
- リードアニメーター - LEE SEULKI、KIM DONGJUN、KIM CHIKOAN、KIM DAN、CHAE MIN SEOK、EOM SEONGJAE、KIM DONGMIN
- アニメーター - KIM MINJI、LEE SANGMIN、PARK SOHEE、JUNG BOYUNG、CHAE SUJEONG、SONG HYEOK、CHOI JUNGEUN、CHUNG JONGHYUN、LEE SAETBYUL、NOH HYUNSEOK、LEE YURI、LEE RURI、BANG MIHUI、OH KYEONGPYO、HONG JUNHO、JEONG HYEWON、MOON HUIWON、LEE SEOK、LEE JIYEON、LEE SOOIN、JO ARA、SON HEEJUNG、LEE SOYEON、KIM NAMHO、JEONG JURI、LEE PYEONGHWA
- リガー - KIM DONGJUN、LEE SANGHYUN
- ビジュアルエフェクトスーパーバイザー - JLIM KYUNGHUN→LIM KYUNGHUN
- エフェクト／合成／レンダリングリーダー - LEE JEONGKYUN、KIM DAEJIN、JEONG SEUNGWON
- エフェクト／合成／レンダリング - KOO YOHAN、HYOUNGCHAL、LEE HYUNJAE、JAUNG JAEHWAN、KIM DAEHOON、LIM SUBIN、MOON JEONGA、KIM JIWON、NAM TAEHEE、CHAE SONGYOUN、LEE HYOJIN、JEUN HANNA、LEE HYUNJUNG、JUNG JUWON、KIM MINJI、PARK MINJIN、JO SOHEE

## 各話リスト
| 話数            | サブタイトル                 |
| --------------- | ---------------------------- |
| 第1話 (#1-2)    | おはよう！ミッジ             |
| 第1話 (#1-2)    | 失われた楽園                 |
| 第2話 (#3-4)    | ゲロゲロ大騒動               |
| 第2話 (#3-4)    | 重力はつらいよ               |
| 第3話 (#5-6)    | 開け！希望のトビラ           |
| 第3話 (#5-6)    | さらば宇宙ステーション       |
| 第4話 (#7-8)    | ミッション！船外活動         |
| 第4話 (#7-8)    | 宇宙でオナラは厳禁なのだ     |
| 第5話 (#9-10)   | サバイバル！砂の惑星         |
| 第5話 (#9-10)   | 砂漠の迷子たち               |
| 第6話 (#11-12)  | みつばちエレンの秘密         |
| 第6話 (#11-12)  | 目覚めた巨影の正体           |
| 第7話 (#13-14)  | 動かぬストーク               |
| 第7話 (#13-14)  | 補給船に迫る敵               |
| 第8話 (#15-16)  | ブラックホールの住人         |
| 第8話 (#15-16)  | 銀河の果てのゴミだめ場       |
| 第9話 (#17-18)  | 電クイ虫撃退作戦             |
| 第9話 (#17-18)  | 機械仕掛けの清掃員           |
| 第10話 (#19-20) | 恐怖のリサイクル工場         |
| 第10話 (#19-20) | ハンプティの新たな目覚め     |
| 第11話 (#21-22) | 潜入！漂流ステーション       |
| 第11話 (#21-22) | ネズミたちのオモテナシ       |
| 第12話 (#23-24) | 宇宙農場の正体               |
| 第12話 (#23-24) | 存在の耐えられないネズミ     |
| 第13話 (#25-26) | メチャクチャ実験室           |
| 第13話 (#25-26) | 脱出！パニックステーション   |
| 第14話 (#27-28) | 未知なる物体との遭遇         |
| 第14話 (#27-28) | 着陸！氷の惑星               |
| 第15話 (#29-30) | 種子貯蔵庫潜入作戦           |
| 第15話 (#29-30) | 遠すぎる出口                 |
| 第16話 (#31-32) | クレバス遭難SOS！            |
| 第16話 (#31-32) | 雪山大パニック！             |
| 第17話 (#33-34) | プラネットロカへの帰還       |
| 第17話 (#33-34) | マザーツリーの呪い           |
| 第18話 (#35-36) | 謎の巨木に迫れ               |
| 第18話 (#35-36) | 衝撃！マザーツリーの正体     |
| 第19話 (#37-38) | 戦慄！プランツドームの真実   |
| 第19話 (#37-38) | ロボット昆虫を追え！         |
| 第20話 (#39-40) | 封鎖された宇宙ハイウェイ     |
| 第20話 (#39-40) | 宇宙の果ての別荘             |
| 第21話 (#41-42) | 庭園のバトル                 |
| 第21話 (#41-42) | ハイウェイゲートを突破しろ！ |
| 第22話 (#43-44) | 謎の幽霊船現る！             |
| 第22話 (#43-44) | 絶望のストーク               |
| 第23話 (#45-46) | ワン老師の決意               |
| 第23話 (#45-46) | ストーク奪還作戦！           |
| 第24話 (#47-48) | ビデオテープ再生計画         |
| 第24話 (#47-48) | 失望のエンケラドゥス         |
| 第25話 (#49-50) | ゲロッパ救出作戦！           |
| 第25話 (#49-50) | 悲しみの戦士                 |
| 第26話 (#51-52) | 火星大決戦！                 |
| 第26話 (#51-52) | 最後の旅立ち                 |

## 放送局
| 放送期間                    | 放送時間           | 放送局   | 対象地域 | 備考 |
| --------------------------- | ------------------ | -------- | -------- | ---- |
| 2018年7月8日 - 2019年1月6日 | 日曜 10:30 - 11:00 | TOKYO MX | 東京都   |      |

| 配信期間 | 配信時間 | 配信サイト |
| -------- | -------- | --- |
| 不明     | 不明     | dアニメストア dTV FOD あにてれ J:COMオンデマンド ビデオパス バンダイチャンネル U-NEXT アニメ放題 TSUTAYA TV ニコニコチャンネル ニコニコ生放送 GYAO! Amazonプライム・ビデオ ビデオマーケット |